# Woerden
Woerden è una municipalità dei Paesi Bassi di 51 622 abitanti situata nella provincia di Utrecht.

## Storia
Fu forte militare durante l'impero romano con il nome di Laurum (o Laurium) nella Germania inferiore. Qui soggiornarono alcune unità ausiliarie dell'esercito romano tra il 50 ed il III secolo: la Coh.III Breucorum, la Coh.XV Voluntariorum, ed alcune vexillationes della legio XXX Ulpia Victrix